# Etango
Etango (in der eigenen Schreibweise etangō) ist eine 2007 von Arne Bense und Ingo Daus gegründete deutsche Band aus Osnabrück, die dem Genre des Electrotango zuzurechnen ist. Das „ō“ im Bandnamen entspricht dem Formelzeichen für die Elektrische Leitfähigkeit und soll die Energie der Musik verdeutlichen.

## Bandgeschichte und Stil
Die Mitglieder etangōs waren zu Beginn Arne Bense (Komposition, Arrangements, Elektronische Klangerzeugung), Ingo Daus (Komposition, Arrangements, E-Gitarre), Christiane Kumetat (Violine), Oliwia Locher (Violine) und Martin Gehrmann (Akkordeon). Oliwia Locher verließ die Band 2009, Martin Gehrmann wurde 2010 durch Stefan Mertin am Bandoneon ersetzt.
Im Vergleich mit anderen Projekten des Genres ist der Sound etangōs stärker von elektronischer Klangerzeugung geprägt. Neben den gebräuchlichen Stilelementen wie Drumloops und verschiedenen Effekten auf den „traditionellen“ Instrumenten verwendet die Band Synthesizer und verfremdete Gitarrenklänge. Auf ihrer ersten CD Una hora con la realidad verarbeitet die Gruppe fast ausschließlich Kompositionen von Astor Piazzolla, wobei einzelne Themen oder Motive aufgegriffen und verarbeitet, verändert oder verkürzt und mit Passagen eigener Produktion kombiniert werden.
Ein zweites Album mit dem Titel Discoteca erschien im Dezember 2012. Neben einigen Bearbeitungen traditioneller Tangos enthält es größtenteils Eigenkompositionen. Es folgt mit der Reihenfolge der Musikstücke dem Ablauf einer „klassischen“ Milonga: in vier Tandas mit jeweils drei Stücken wechseln sich Tangos, Milongas und Valses ab. Das Album wurde von Bob Humid aus Montevideo gemastert.

## Besetzung
- Arne Bense (Komposition, Arrangements, Elektronische Klangerzeugung)
- Ingo Daus (Komposition, Arrangements, Gitarre)
- Christiane Kumetat (Violine)
- Stefan Mertin (Bandoneon)
- Yvonne Werner-Mees (Stimme)

## Diskografie
- 2009: Una hora con la realidad
- 2012: Discoteca